# سفارة السويد في اليونان
سفارة السويد في اليونان هي أرفع تمثيل دبلوماسي لدولة السويد لدى اليونان. تقع السفارة في أثينا وهي تهدف لتعزيز المصالح السويدية في اليونان.

## وصلات خارجية
- الموقع الرسمي
- قائمة سفارات السويد
- قائمة السفارات في اليونان